# Litisconsorzio facoltativo
Il litisconsorzio facoltativo è un istituto del diritto processuale civile italiano.
Esso si ha  quando in uno stesso processo vi sono più attori o convenuti perché tra le cause vi è connessione per titolo od oggetto da cui dipendono (litisconsorzio facoltativo proprio), oppure perché la decisione della causa dipende dalla risoluzione di identiche questioni (litisconsorzio facoltativo improprio).
La legge consente senza imporlo (art. 103 del Codice di Procedura Civile) che più soggetti agiscano o siano convenuti nello stesso processo per ragioni di opportunità (principio di economia processuale).

## Tipologia

### Litisconsorzio facoltativo volontario
Presuppone la richiesta su istanza di parte, e può essere originario, quando il processo nasce con una pluralità di parti, oppure successivo, quando il litisconsorzio si realizza in un momento successivo, a processo già instaurato. L'intervento è il fenomeno di fatto per il quale uno o più soggetti entrano nel processo già in corso e può verificarsi anche indipendentemente dall'esistenza delle ragioni dalle quali l'ordinamento fa dipendere la necessità (quindi: anche quando la legge non lo consente). 
Anche colui che interviene senza il potere di farlo assume la qualità di parte ma solo temporaneamente: egli dovrà subire infatti la pronuncia negativa del giudice rispetto al potere di intervento. La legittimazione all'intervento di un terzo si fonda su una connessione oggettiva (affermata) tra l'azione in corso e quella che il terzo vuole esercitare o che si vuole esercitare contro di lui. L'intervento può quindi essere:
- Intervento volontario. Ai sensi dell'articolo 105 c.p.c., dovuto ad un'iniziativa spontanea del terzo che voglia far valere un diritto che egli afferma essere oggettivamente connesso con quello che costituisce oggetto del processo già pendente. Senza questo intervento la sentenza produrrebbe i suoi effetti solamente fra le parti (anche se i terzi non possono non subirne le conseguenze indirette). In ogni caso, anche senza intervenire in questa fase del processo, il terzo potrebbe fruire di un altro particolare rimedio, con cui impugnare la sentenza "inter alios", esecutiva o passata in giudicato, definito all'articolo 404 cpc «Casi di opposizione di terzo». L'intervento volontario può essere di tre tipi:
  - Principale. Quando il terzo afferma un diritto proprio in contrasto sia con l'attore che col convenuto. Il terzo assume in questo caso posizione autonoma.
  - Litisconsortile. Quando il terzo fa valere il suo diritto (affermato) autonomamente ma soltanto nei confronti di una delle due parti.
  - Adesivo. Quando il terzo interviene per sostenere le ragioni di una delle parti per soddisfare un proprio interesse. Non fa quindi valere un diritto proprio. L'interesse, in questo caso, è inteso come generica aspettativa di un vantaggio che il terzo può ripromettersi dall'accoglimento della domanda della parte adiuvata.

### Litisconsorzio facoltativo coatto
Si distingue in:
- Intervento coatto ad istanza di parte. Articolo 106. Intervento a seguito di una citazione in giudizio proveniente da una parte, che ritiene che la causa sia comune o che pretende di essere garantita dal terzo. Il terzo intervenente assume anch'esso la qualità di parte. Il terzo potrà in sede processuale dimostrare di essere stato chiamato senza fondamento e ottenere una pronuncia in tal senso (eventualmente potrà essere disposta la separazione della causa). Le ragioni che fondano la legittimazione a chiamare il terzo si riconducono alla connessione oggettiva (affermata). «[...] può chiamare nel processo un terzo al quale ritiene comune la causa o dal quale pretende essere garantito.»

- Intervento coatto per ordine del giudice. Articolo 107. «Il giudice, quando ritiene opportuno che il processo si svolga in confronto di un terzo al quale la causa è comune, ne ordina l'intervento.» Anche in questo caso non si parla di una vera e propria coazione, ne fisica ne giuridica. Destinatario dell'ordine del giudice non è direttamente il terzo, che non è presente nel processo, ma le parti già presenti che si vedono gravate dell'onere di chiamare in causa il terzo (naturalmente la parte che adempirà all'onere di chiamare in causa il terzo sarà quella maggiormente interessata ad evitare che il processo si estingua, normalmente l'attore). Da collegare all'articolo 270 cpc «chiamata di un terzo per ordine del giudice». Se nessuna delle parti provvede alla citazione del terzo, il giudice istruttore dispone la cancellazione della causa dal ruolo. Le ragioni a fondamento sono diverse da quelle del litisconsorzio necessario (non ci sarebbe bisogno dell'ordine del giudice che al massimo può ordinare l'integrazione del contraddittorio) ma è lo stesso giudice che con piena discrezionalità individua la necessità di coinvolgere il terzo. La chiamata del terzo rimessa alla discrezionalità del Giudice, non potrà essere invocata o sollecitata dalla parte decaduta dalla possibilità di citare il terzo (ovvero oltre la prima udienza successiva alla costituzione), per non incorrere nel rischio di extrapetizione della pronuncia.

## Esempio
Azione di accertamento di servitù di passaggio; il proprietario del fondo adiacente chiama in giudizio i proprietari dei fondi vicini.
L'intervento nel processo dei suddetti è facoltativo, ossia i proprietari possono decidere anche di non presentarsi poiché la decisione del giudice non modificherà in alcun modo il loro diritto reale. Si tratta infatti di una semplice azione di accertamento.
Obbligati all'intervento (litisconsorzio necessario), invece, sarebbero stati i proprietari dei fondi vicini se ci fosse stata iniziata un'azione costitutiva, modificativa od estintiva di un certo rapporto giuridico (in questo caso di una servitù di passaggio).